# Карпенко, Виктор Андреевич
Виктор Андреевич Карпенко (укр. Віктор Андрійович Карпенко; 29 января 1943, Советская Гавань, Приморский край — 10 января 2008, Севастополь) — профессор, кандидат технических наук, ректор Севастопольского национального технического университета, Заслуженный работник образования Украины (2000).

Могила Карпенко на кладбище Коммунаров в Севастополе.

## Биография
Родился 29 января 1943 года в городе Советская Гавань, Приморский край. В 1966 году окончил Севастопольский приборостроительный институт.
В 1966—1977 годах — ассистент, старший преподаватель кафедры «Детали машин и механизмов»; в 1977—1999 годах — заместитель декана, декан, доцент, проректор по учебной работе Севастопольского приборостроительного института. С 1999 года — ректор Севастопольского национального технического университета.
В 1999—2000 годах был доверенным лицом Президента Украины Л. Д. Кучмы; в 2001—2002 годах — доверенным лицом депутата Верховной Рады Украины И. В. Вернидубова.
Опубликовал более 70 научных трудов. Постоянно выступал в средствах массовой информации.

## Награды
- Почётная грамота Кабинета Министров Украины (2001);
- Почётная грамота за заслуги перед Севастополем (2001);
- орден «Дмитрия Солунского» (2002);
- Нагрудный знак МОН Украины «Отличник образования» (2003).